# ليمون (كوستاريكا)
ليمون : هي مدينة وعاصمة محافظة ليمون وهي سابع أكبر مدن كوستاريكا، يبلغ عدد سكانها أكثر من 55 ألف نسمة.